# 라르비크

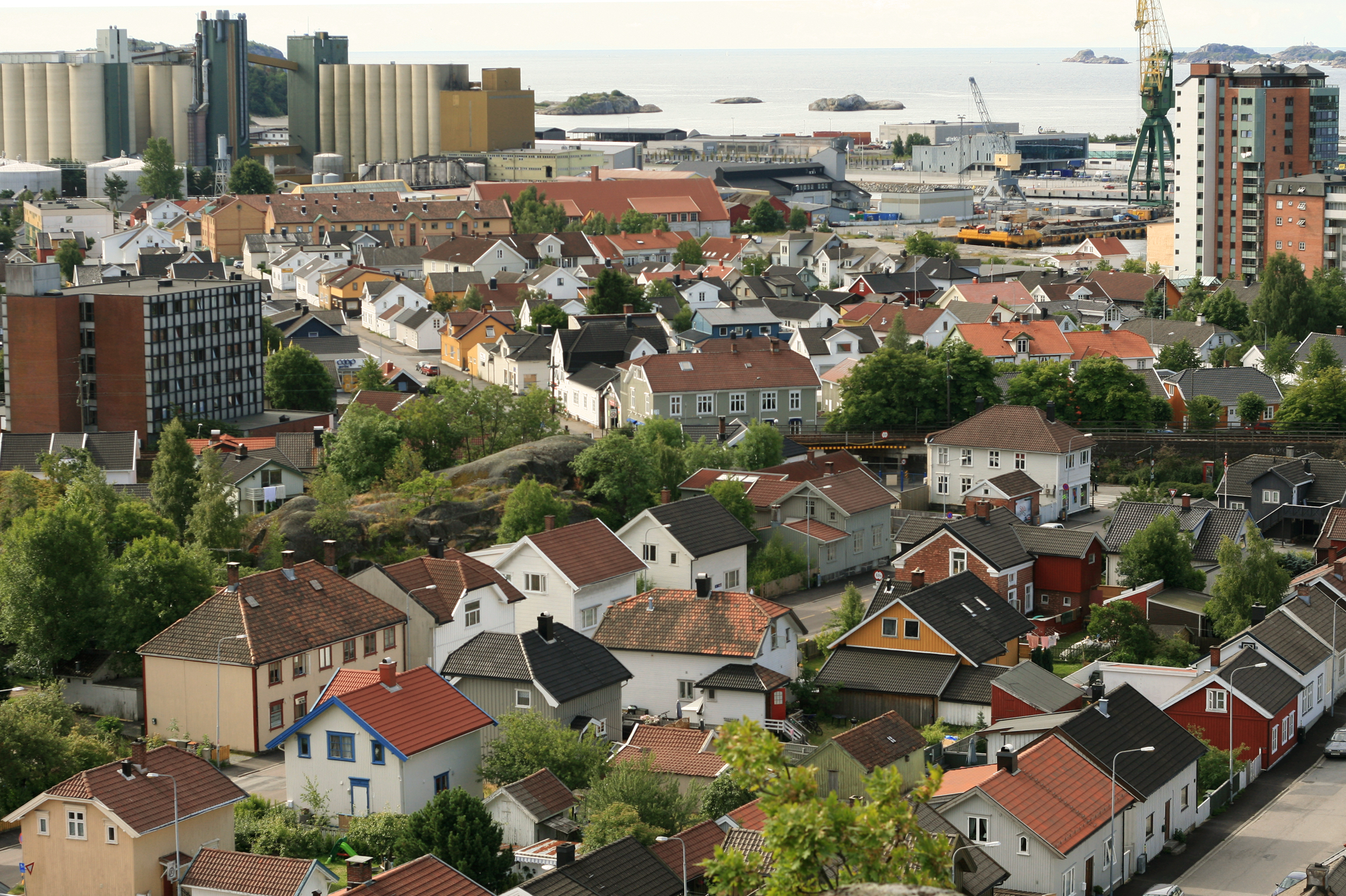
라르비크

베스트폴 주에 표시된 라르비크의 위치

라르비크(노르웨이어: Larvik)는 노르웨이 베스트폴주에 위치한 도시로, 면적은 535km2, 인구는 42,637명(2006년 기준), 인구 밀도는 82명/km2이다.

시 문장